# L'assassí del joc de les cites
L'assassí del joc de les cites (títol original en anglès, Woman of the Hour) és una pel·lícula de thriller policial estatunidenca del 2023 dirigida per Anna Kendrick en el seu debut com a directora i escrita per Ian McDonald. Es basa en la història real de l'assassí en sèrie Rodney Alcala i la seva aparició el 1978 al programa de televisió The Dating Game enmig de la seva època d'assassinats. La pel·lícula és protagonitzada per Kendrick com la concursant del programa de jocs Sheryl Bradshaw i Daniel Zovatto com a Alcala, al costat de Nicolette Robinson i Tony Hale. En el moment del programa, Alcala havia assassinat almenys cinc dones, i la seva aparició a l'episodi més tard li va valer el sobrenom de "L'assassí del joc de les cites". S'ha subtitulat al català.
Es va estrenar per primer cop al Festival Internacional de Cinema de Toronto el 8 de setembre de 2023, i Netflix la va estrenar el 18 d'octubre de 2024.

## Producció
El desembre de 2017, el guió d'Ian MacAllister McDonald, Rodney and Sheryl, va aparèixer a Lliga negra de guions més populars que encara no s'havien produït. El maig de 2021, Netflix va anunciar que havia comprat un projecte al voltant del guió de McDonald's amb Chloe Okuno com a directora. L'abril de 2022, amb Netflix ja no interessat, la pel·lícula es va vendre al Festival de Canes. Kendrick n'era la directora i productora, a més d'aparèixer com a Sheryl Bradshaw, i el títol provisional del projecte es va convertir en The Dating Game. Kendrick va donar la seva paga a la Rape, Abuse & Incest National Network i al National Center for Victims of Crime per no sentir que es lucrava amb les històries de les víctimes de violència sexual. El desembre de 2022, un productor va demandar a un altre productor per presumpte frau i incompliment de contracte; The Dating Game va ser una de les tres pel·lícules esmentades a la demanda.
El rodatge va tenir lloc en diversos llocs a Lancaster (Califòrnia), inclòs el Club Ed Movie Set, que va afegir un ambient desèrtic atmosfèric a les escenes clau. Aquesta pel·lícula marca el debut com a directora d'Anna Kendrick, fent un doble paper com a actriu principal i directora. Kendrick, coneguda principalment per la seva carrera d'actriu, va assumir la direcció del film per oferir una nova perspectiva sobre els temes sensibles que tracta el guió, una decisió que va ser ben rebuda per la crítica.
El rodatge principal va tenir lloc a Vancouver amb Zach Kuperstein com a director de fotografia d'octubre a desembre de 2022.

## Estrena
L'assassí del joc de les cites es va estrenar al Festival Internacional de Cinema de Toronto el 8 de setembre de 2023. Kendrick i la resta de repartiment no va poder assistir-hi a causa de la vaga d'SAG-AFTRA de 2023. Poc després, Netflix, que havia de distribuir la pel·lícula a tot el món al principi del desenvolupament, va tornar a adquirir els drets de distribució als Estats Units i alguns territoris internacionals per 11 milions de dòlars. La pel·lícula es va estrenar a la plataforma el 18 d'octubre de 2024.